# Colégio Nun'Álvares de Tomar

Logo dos Colégios Nun'Álvares de Tomar

Fundado em 1932 na cidade de Tomar, foi tido como um dos mais prestigiados e frequentados estabelecimentos de ensino particular de Portugal à época.
Raul Lopes e Ilídio Correia da Silva Dias foram os dois principais sócios-fundadores e directores do Colégio Nun´Álvares de Tomar que muito contribuiu para a cidade de Tomar, Portugal. Instituição esta assente na firma Sociedade Lopes, Correia e Cia., Lda, liderada pelos dois.
Este estabelecimento de ensino privado era na verdade composto por dois colégios: O Masculino e o Feminino.
Raul Lopes dirigiu com carisma a secção masculina do mesmo, enquanto a Olga Marçal Correia da Silva  fez o mesmo na secção feminina do Colégio - Com rigor e autoridade que souberam impor.
É preciso lembrar que até 1975 o ensino em Portugal segregava os discentes por sexo, além de outros factores socio-economicos e políticos.
Sendo considerado um dos melhores estabelecimentos de ensino particular de Portugal, os métodos pedagógicos empregues nos Colégios, eram austeros. A sua reputação não se ganhou pelo facto de muitas vezes ter sido o último reduto e tábua de correcção (e até de salvação) para muitos alunos, mas tinha a valia mais de poder receber em regime de internato muitos alunos da ex-colónias e dos países da Diáspora portuguesa.
Os Colégios Nun'Álvares de Tomar, Masculino e Feminino, por meio da sua firma Sociedade Lopes, Correia e Cia., Lda foram pioneiros na internacionalização e globalização, recebendo ao longo de mais de 53 anos milhares de alunos de todo o mundo. E o fruto do seu labor encontra-se espelhada em toda a sociedade portuguesa e no estrangeiro, havendo figuras de destaque em praticamente todos os sectores, desde o político ao militar, passando pelo jurídico, artístico, cultural e científico: Vasco Pulido Valente; Manuel Peralta Godinho e Cunha; Camacho Costa; entre outros.
Em Novembro de 1959, o Colégio fundou a sua própria Revista, intitulada CNA, das Artes, Letras, Ciências e Cultura, aberta à colaboração de professores  e alunos.
Atualmente no antigo edifício da secção masculina do Colégio Nun'Álvares funciona a EB 2,3 D. Nuno Álvares Pereira.